# Toma Stelian

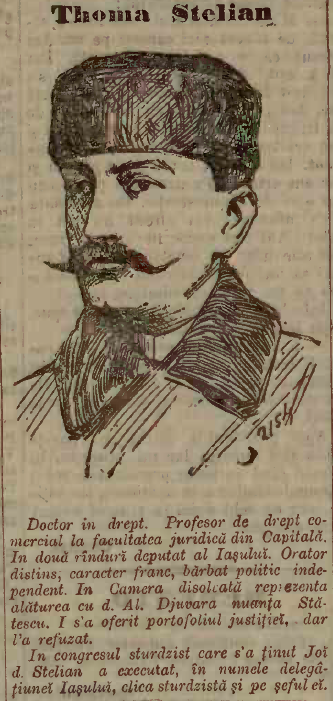
Portret apărut în ziarul Adevărul în 1899

Toma Stelian (scris uneori Thoma Stelian, n. 3 aprilie 1860, Craiova – d. 25 octombrie 1925, București) a fost un avocat, politician român, ministru al justiției, ministru al apărării și un mare colecționar de artă.

## Biografia
După ce a absolvit liceul din Craiova, în 1878, a urmat Facultatea de Drept din București, trecând examenul de licență în 1881.
În 1885 și-a obținut titlul de doctor în drept al Universității din Paris cu teza „La Plèbe à Rome jusqu'au IIIe siècle avant Jésus-Christ. La faillite: études de législation comparée et de droit international” («Plebea la Roma până în sec. III înaite de Isus Christos. Falimentul: studii de legislație comparată și de drept internațional»). În același an, a devenit diplomat al Școlii de Științe Politice din Paris. Lucrarea sa de licență – Falimentul, studiu de legislație comparată și de drept internațional – pe care cu câteva completări neesențiale, avea să o transforme ulterior în teză de doctorat, cu care a câștigat concursul organizat în anul 1885 de către Uniunea Bancherilor din Franța, ce a avut ca subiect reforma legislației insolvenței, și a stat după aceea la baza reformei legislației franceze în materie de insolvență.
În perioada 1 februarie 1886-1 septembrie 1887 a fost judecător la Tribunalul din Iași, apoi avocat în Baroul de Ilfov.
A fost ales deputat în Parlamentul României (1895, 1901). A fost numit Ministru de Justiție în Guvernul Ion I.C. Brătianu (1) (27 decembrie 1908 - 4 martie 1909) și în Guvernul Ion I.C. Brătianu (2) (12 martie 1907-29 decembrie 1910). A fost și Ministru ad-interim la Ministerul de Război (4 martie-31 octombrie 1909). Între anii 1917 și 1919 a prezidat misiunea parlamentară a Consiliului Național Român de la Paris.
Între 1915-1916 a fost director al ziarului „Naționalul”.
A fost profesor de Drept comercial la Universitățile din Iași (1885-1896) și București (1897-1925).

## Casa Toma Stelian
Situată pe Șoseaua Kiseleff la nr.10, ea se află înscrisă pe lista monumentelor istorice cod LMI B-II-m-A-18989. A fost realizată în anul 1926. Proprietar: avocatul Toma Stelian, ministrul justiției. Ea a fost donată de acesta statului român, fiind folosită ca muzeu de artă din 1931. Colecția de artă a ministrului Toma Stelian număra peste 500 de picturi și câteva zeci de sculpuri, aparținând unor artiști români de renume. A fost editat și un Catalog Muzeul Toma Stelian (Pictură, Sculptură și Desen, 164 p. de text + 96 p. de ilustrații alb/negru), editor Casa Școalelor, București, Imprimeria Națională, 1939.
Începând cu anul 1950, clădirea a servit drept sediu al Uniunii Scriitorilor. Refăcută în urma cutremurului din 1977, casei i s-a schimbat aspectul, fațada pierzându-și cea mai mare parte din stucaturile decorative și devenind astfel mult mai sobră. Inițial, clădirea avea elemente arhitecturale specifice atât stilului clasic, simetric, cât și din repertoriul caracteristic arhitectului Berindei precum ferestrele cu parapeți, cornișe proeminente, intrarea marcată de o marchiză din sticlă și fier forjat.
O perioadă de timp a fost și sediul Muzeului Național al Literaturii Române. Astăzi aici este sediul Partidului Social Democrat.
La împlinirea a 555 de ani de la prima menționare a orașului București și consacrarea sa oficială ca reședință domnească, Romfilatelia a dedicat evenimentului emisiunea aniversară București, 555 de ani de existență, în care este ilustrată arhitectura modernă, clădită în secolul al XIX-lea și începutul secolului al XX-lea. Emisiunea este alcătuită din șase mărci poștale care ilustrează clădiri simbolice ale Bucureștiului modern de la cumpăna secolelor XIX-XX, și timbrul coliței pe care este reprezentată Fântâna Zodiac din Parcul Carol. Pe timbrul cu valoarea nominală de 4,50 lei este înfățișată Casa Toma Stelian, creație a arhitectului Ion D. Berindey.

## In memoriam
- Strada cu codul postal 011411 din București a purtat numele Toma Stelian între 1929 si 1949 (de atunci încoace, Strada Tuberozelor),
- Strada cu codul poștal 900250 din Constanța poartă numele Toma Stelian,
- Strada cu codul poștal 927195 din Reviga, Ialomița poartă numele Toma Stelian,
- Strada cu codurile poștale 611130, 611139 și 611153 din orașul Roman poartă numele Toma Stelian.